# 欽切山
欽切山（西班牙語：Chinchey，也称Rurichinchay）是秘魯的山峰，位於該國北部安卡什大區，屬於安第斯山脈中布蘭卡山脈的一部分，海拔高度6,309米，人類在1939年8月2日首次登頂。

## 外部連結
1. ↑  .   [2021-12-13]. （原始内容存档于2021-12-13）.